# Neoserica malaccana
Neoserica malaccana är en skalbaggsart som beskrevs av Moser 1921. Neoserica malaccana ingår i släktet Neoserica och familjen Melolonthidae. Inga underarter finns listade i Catalogue of Life.